# 宁海郡
宁海郡，中国古代的郡。
南朝梁置，治所在安平县（今广西壮族自治区东兴市东南）。属黄州。辖境相当今广西壮族自治区东兴市一带。隋灭陈后，此郡废。